# Rambla de Josep Anselm Clavé
La Rambla de Josep Anselm Clavé és una avinguda del municipi de Cornellà de Llobregat situada entre la carretera d'Esplugues i el carrer Joaquim Rubió i Ors. Va ser oberta el segle xx. El setembre del 2022, s'hi van encetar unes obres urbanístiques de renaturalització.